# Битва при Бикокке
Битва при Бикокке — сражение Итальянской войны 1521—1526 годов, состоявшееся 27 апреля 1522 года, в котором французско-венецианская армия потерпела поражение от папско-испанско-имперских сил.

## Предыстория
28 ноября 1521 года император Карл V, английский король Генрих VIII и римский папа Лев X подписали соглашение о союзе, направленном против Франции. Французский губернатор Милана Оде де Фуа был должен противостоять папским и имперским войскам, однако в конце ноября под натиском армии Просперо Колонны был вынужден оставить Милан и отступить в кольцо городов на реке Адда. Здесь он получил в качестве подкрепления швейцарских наёмников, однако из-за того, что у него в то время не было денег для их оплаты, он был вынужден пойти у них на поводу и атаковать имперскую армию немедленно.

## Сражение

### Расположение войск

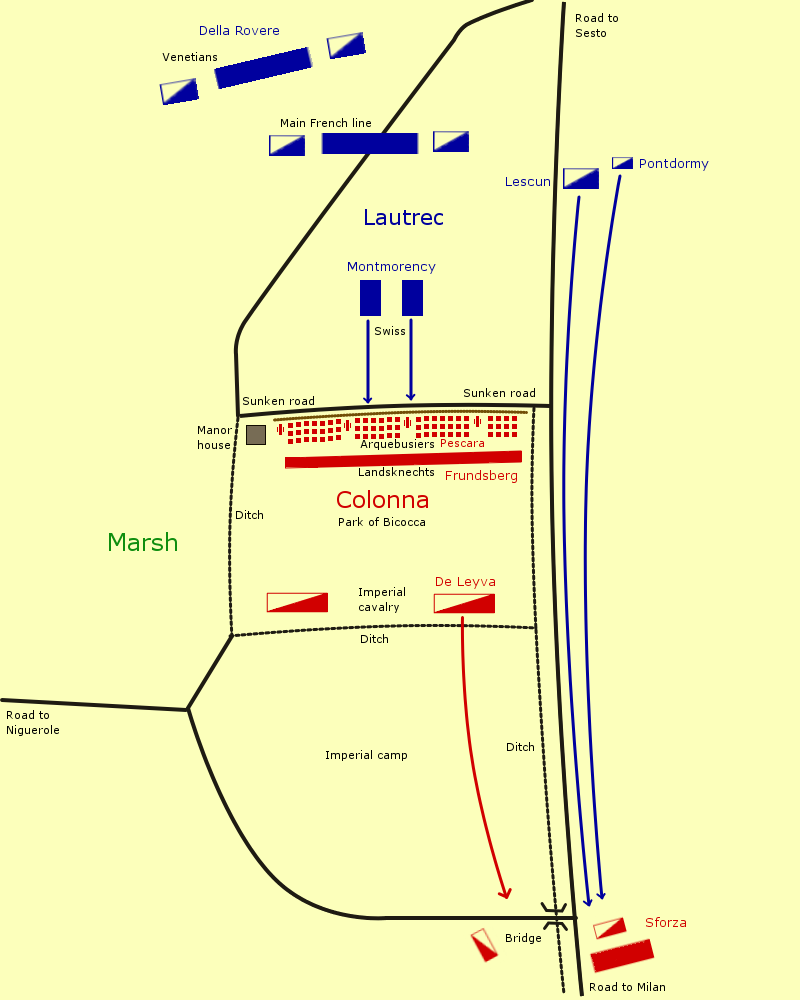
Схема битвы при Бикокке. Французско-швейцарские войска обозначены синим, имперские — красным

Просперо Колонна расположился со своими войсками в парке манора Бикокка в 6 км к северу от Милана. К западу находилась обширная болотистая местность, на востоке проходила с севера на юг основная дорога к Милану. Вдоль дороги шла глубокая канава, которую на некотором расстоянии к югу от парка пересекал каменный мостик. Вдоль северной границы парка проходила погружённая в землю дорога, которую Колонна углубил, на южной стороне дороги им был сооружён вал. Имперская артиллерия, размещённая на нескольких платформах, выдававшихся из вала, была способна обстреливать как пространство к северу от парка, так и части погружённой в землю дороги. Ширина северной стороны парка была менее 550 м, что позволило Колонне разместить свои войска в плотных порядках. Непосредственно за валом стояли четыре шеренги испанских аркебузеров, которыми командовал Фернандо д’Авалос, сразу за ними стояли испанские пикинёры и германские ландскнехты Георга фон Фрундсберга. Основная часть имперской кавалерии была размещена на южном конце парка, далеко от своей пехоты, отдельный кавалерийский отряд охранял мостик через канаву.
Вечером 26 апреля Оде де Фуа послал отряд из 400 кавалеристов для разведки имперских позиций. Разведка сообщила, что местность изрезана ирригационными канавами и плохо подходит для манёвра, но это не смутило швейцарцев. Колонна, узнав о присутствии французов, отправил гонца в Милан с требованием подкреплений. К утру Франческо II Мария Сфорца привёл 6400 пехотинцев, которые разместились вместе с имперскими кавалеристами у мостика через канаву к югу от парка.
На рассвете 27 апреля Оде де Фуа начал атаку. Чёрные отряды, проносясь туда и сюда мимо испанских аванпостов, утоптали землю перед имперскими позициями. Две колонны швейцарцев (от 4 до 7 тысяч человек каждая) в сопровождении артиллерии направились к имперскому лагерю, в то время как основная часть французской кавалерии, которой командовал Тома де Фуа-Лескён, отправилась по миланской дороге на юг, намереваясь обойти имперский лагерь с фланга и пересечь канаву по мостику. Остальная часть французской армии, состоявшая из французской пехоты, отряда французской тяжёлой кавалерии и оставшихся швейцарцев, сформировала широкую линию на некотором отдалении позади швейцарских колонн. Позади находилась третья линия, составленная из венецианских войск, которыми командовал Франческо Мария I делла Ровере.

### Атака швейцарцев
Общее командование швейцарской атакой осуществлял Анн де Монморанси. Когда швейцарские колонны приблизились к парку, он приказал им остановиться и подождать, пока французская артиллерия обстреляет имперскую оборону, но швейцарцы отказались подчиниться, и быстро двинулись вперёд, оставив союзную артиллерию позади. Швейцарские колонны быстро вошли в зону поражения имперской артиллерии и, будучи неспособными найти укрытие на ровной местности, начали нести существенные потери. К тому моменту, когда швейцарцы дошли до имперских укреплений, многие из них уже остались лежать на поле боя.
Добравшись до заглублённой дороги у северной стороны парка, чья глубина в сочетании с высотой вала превышали длину швейцарских пик, швейцарцы неожиданно остановились. Двигаясь вдоль дороги, швейцарцы понесли большие потери от огня испанских аркебузеров. Некоторые группы швейцарцев пытались взобраться на вал, но там их встречали ландскнехты. После полутора часов безуспешных попыток штурма, швейцарцы ретировались обратно к французской линии, оставив на поле в общей сложности около 3 тысяч человек, включая 22 капитана (в том числе командиров обеих колонн). Из французских дворян, сопровождавших швейцарскую атаку, выжил лишь Анн де Монморанси.

### Действия французской кавалерии
Тома де Фуа-Лескён со своими 400 кавалеристами тем временем достиг мостика через канаву, пробился через него и направился к имперскому лагерю с юга. Чтобы остановить французов, Колонна отправил кавалерию под командованием Антонио де Лейва, а Сфорца направился со своими войсками по дороге к мостику, намереваясь окружить французов. Однако французам удалось пробиться обратно и соединиться с основной частью армии.

## Финал
Несмотря на требования ряда командиров, Колонна отказался отправить войска в общую атаку, указав, что основная часть французской армии так и не вступила в бой. Он решил, что французы из передового отряда уже разбиты и скоро сами отступят к основным силам. Тем не менее небольшие группы испанских аркебузеров и лёгкой кавалерии попытались преследовать отступавших швейцарцев, но были отбиты Чёрными отрядами, прикрывшими отступление франко-швейцарских сил с поля боя.

## Последствия
Швейцарцы не желали больше воевать, и 30 апреля отправились домой. Оде де Фуа, полагая, что отсутствие пехоты делает военные действия с его стороны невозможными, отступил на восток, переправившись через Адду на венецианскую территорию в районе Треццо-сулл'Адда. Достигнув Кремоны, Оде де Фуа оставил Тома де Фуа-Лескена командовать остатками французских сил, а сам отправился без эскорта в Лион, чтобы сделать доклад королю Франциску I.